# Comitê Central da Liga dos Comunistas da Iugoslávia
O Comitê Central era o órgão máximo da Liga dos Comunistas da Iugoslávia (LCI), o partido governante da República Socialista Federativa da Iugoslávia, entre dois congressos, pelos quais era eleito e aos quais prestava contas. Uma exceção a essa regra ocorreu no 9.º Congresso da LCI em 1969, quando o Comitê Central foi substituído pela Conferência, que durou até o restabelecimento do comitê central no 10º Congresso da LCI em 1974. O comitê central supervisionou o trabalho da LCI como um todo e garantiu que as diretrizes e atribuições adotadas pelo Congresso da LCI fossem cumpridas. Ele poderia definir políticas e formular uma plataforma política dentro dos parâmetros definidos pelo último congresso do partido convocado. Todos os membros do comitê central tinham a mesma posição, incluindo os membros da presidência. Especificamente, o Comitê Central da LCI tinha o direito de eleger e remover membros de seu órgão político-executivo, a Presidência da Liga dos Comunistas da Iugoslávia, que liderava a LCI quando o comitê central não estava em sessão.
Até 1966, a LCI era uma organização unitária na qual a liderança central do partido controlava as nomeações de quadros e a política nacional apenas por meio do aparato do comitê central e principalmente por meio de seu secretariado. Este sistema foi reformado institucionalmente após o expurgo do herdeiro de longa data de Josip Broz Tito, Aleksandar Ranković, e substituído por um sistema no qual o Comitê Central da LCI se tornou um órgão mais independente. Com seu restabelecimento em 1974, cada filial republicana da LC tinha dois representantes e um membro ex officio, cada província autônoma um representante e um membro ex officio e a Organização da Liga dos Comunistas no Exército Popular Iugoslavo tinha um membro ex officio . Neste sistema, Tito, o líder da LCI de 1939 até sua morte em 4 de maio de 1980, foi o único membro do comitê central que não foi eleito para representar um ramo constitutivo da LCI, e foi um membro ex officio por ocupar o cargo de presidente do Comitê Central da LCI. Após sua morte, a presidência da LCI foi abolida e substituída pelo cargo de presidente da Presidência do Comitê Central da LCI. Os detentores de cargos tinham o direito de convocar o Comitê Central da LCI para sessões.
O sistema de liderança coletiva pós-Tito teve sucesso em espalhar o poder, mas foi amplamente argumentado que essas reformas enfraqueceram os órgãos do partido federal às custas dos órgãos das filiais da LCI. Com a queda do comunismo em 1989 na maior parte da Europa Oriental, bem como o aumento do conflito dentro da LCI em linhas étnicas, a LCI se dividiu em seu 14.º Congresso, realizado de 20 a 22 de janeiro de 1990. O congresso foi adiado e não se reuniu novamente antes de maio de 1990; nesse meio tempo, as LCs Macedônia, Eslovênia e Croácia deixaram a LCI. Em 26 de maio de 1990, o 14º Congresso da LCI elegeu um Comitê para a Preparação da Renovação Democrática e Programática para funcionar como uma liderança provisória com a tarefa de convocar o 15º Congresso da LCI. O congresso nunca foi convocado, e o próprio comitê — o último órgão federal da LCI — foi dissolvido em 22 de janeiro de 1991.

## História

### Uma instituição fraca: 1948–1969
O 5º Congresso, realizado de 21 a 28 de julho de 1948, alterou o estatuto do partido . Segundo Ranković, o estatuto adoptado “era, em grande parte, uma cópia do Estatuto do Partido Comunista Soviético”. Tal como o seu homólogo soviético, o partido iugoslavo centralizou a maior parte da tomada de decisões em detrimento de órgãos de nível inferior.  O 6º Congresso, realizado de 2 a 7 de novembro de 1952, alterou o estatuto. Essas emendas enfraqueceram o comitê central. O estatuto do 5º Congresso concedeu ao comitê central o direito de nomear e demitir organizadores do partido em áreas especiais. Esse direito passou a ser considerado antidemocrático e prejudicial ao desenvolvimento do partido. Além disso, o cargo de "Candidato ao Comitê Central", em que o titular do cargo não tinha "nenhum direito, exceto o voto consultivo", foi abolido. Se, por acaso, as vagas no Comitê central fossem reduzidas a um terço dos eleitos no congresso anterior, seria convocado um congresso extraordinário para eleger os membros que preencheriam os lugares restantes.  O 6º Congresso também buscou democratizar e tornar o partido mais transparente em suas atividades. Por exemplo, os procedimentos da 3ª Sessão Extraordinária do Comitê Central do 6º Congresso, realizada em 16 e 17 de Janeiro de 1954, foram transmitidos publicamente e tornados públicos por escrito no Komunist, o que contrastava com o Comitê Central Soviético, que mantinha as suas actividades maioritariamente secretas.  Estas alterações permaneceram em vigor até ao 8.º Congresso da LCI, realizado de 7 a 13 de Dezembro de 1964. 
O 8º Congresso da LCI procurou esclarecer no estatuto a responsabilidade do Comitê Executivo da LCI perante o Comitê central.  De acordo com a académica April Carter, "Apesar da intenção declarada do novo Estatuto de subordinar o Comitê Executivo ao corpo mais vasto do Comitê Central, parece não ter ocorrido qualquer mudança real [...] embora tenha havido uma indicação, feita num breve aparte na Quinta [Sessão] em Outubro de 1966, de que tinham sido feitas tentativas anteriores para revigorar o Comitê Central através da reorganização".  As críticas a Ranković alegavam que ele tinha criado uma máquina dentro do Comitê Central da LCI que não era responsável pelas sessões do Comitê central nem pelo seu Comitê executivo.  Ranković defendeu-se, dizendo que proibiu os outros secretários de discutir questões fora do seu âmbito de responsabilidades.  Outros, como o membro do Comitê Central da LCI montenegrino Budislav Šoškić, criticaram o 8.º Congresso da LCI por aprovar um estatuto que ele descreveu como "uma medida a meio caminho" que continha "uma quantidade razoável de soluções de compromisso". 
O quadro institucional estabelecido no 8º Congresso durou até à 5ª Sessão do Comitê Central do 8º Congresso, em 4 de Outubro de 1966.  Anteriormente, na 4ª Sessão do Comitê Central do 8º Congresso, em 1 de Julho de 1966, a LCI tinha expurgado o presumível herdeiro aparente de Tito, Ranković, o Vice-Presidente da Iugoslávia e chefe da Administração de Segurança do Estado, por alegadamente ter grampeado o quarto de Tito.  Numa tentativa de reformar a estrutura do partido, a quinta sessão criou a Comissão para a Reorganização e Desenvolvimento Adicional da LCI (CRFD–LCI), liderada por Mijalko Todorović e composta por 40 membros, para recomendar a reforma organizacional do partido.  O principal problema foi percebido como a falha do comitê central em responsabilizar seus órgãos executivos. Isto foi agora atribuído a Ranković, que tinha sufocado o debate tanto a nível federal como dentro do Comitê Central da Liga dos Comunistas da Sérvia (LC Sérvia), de acordo com Dragi Stamenković, membro do Comitê Central da LCI e da SKS, "assim que chegamos aos lobbies, a discussão real começa. Muitas vezes ouvimos, ou fizemos piadas, sobre isto. Se os debates nos lobbies tivessem ocorrido na sala de conferências, todas as reuniões do Comitê Central teriam sido animadas e o que uma reunião do Comitê Central deveria ser." 
Rejeitando os apelos para convocar um congresso extraordinário da LCI, a quinta sessão aboliu o secretariado e o comitê executivo e os substituiu por uma presidência e um novo comitê executivo. O Comitê executivo deveria ser responsabilizado perante a presidência, enquanto a presidência tinha o direito de convocar sessões do Comitê central, definir a agenda das sessões do Comitê central e rever o seu trabalho.  Além disso, foram feitas estipulações para esclarecer que as comissões do Comitê Central da LCI trabalhavam de forma independente e reportavam os seus trabalhos às sessões do Comitê central, numa tentativa de enfraquecer a intromissão do Comitê executivo nos seus assuntos.  Apesar dessas mudanças, o comitê executivo ainda conseguiu relegar o comitê central, como fez na 9ª Sessão do Comitê Central da LCI em 16 de julho de 1968. Na sessão, o comitê executivo propôs abolir completamente o comitê central e delegar suas funções a uma nova instituição, a "Conferência da Liga dos Comunistas da Iugoslávia", e outras à Presidência da LCI. A nona sessão adotou a proposta. Aparentemente, a principal razão para pressionar estas mudanças foi a percepção do Comitê executivo de que a reorganização dos órgãos centrais do partido tornaria mais fácil o rejuvenescimento dos órgãos de liderança da LCI. 

### Preparando-se para a morte de Tito: 1974–1980

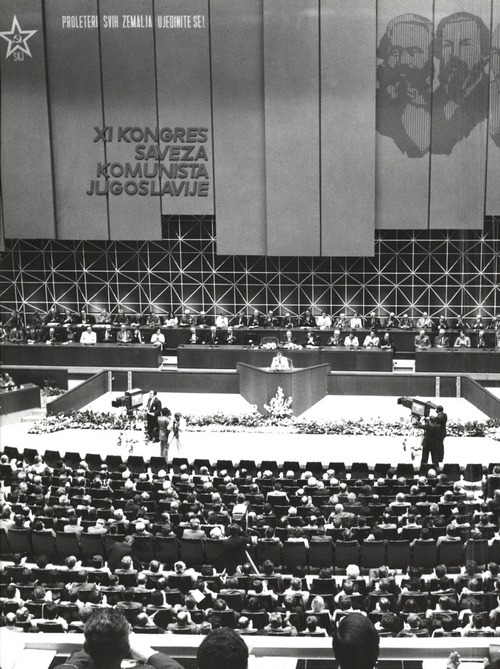
O 11.º Congresso da LCI, realizado em 1978, foi o último congresso do partido do qual Tito participou.

O 10º Congresso da Liga dos Comunistas da Iugoslávia, realizado de 27 a 30 de maio de 1974, restabeleceu o Comitê Central da LCI e buscou recentralizar o poder enfatizando o centralismo democrático. A presidência e o executivo eram responsáveis perante ela.  Tito defendeu o restabelecimento do Comitê central, dizendo ao congresso: "A Liga dos Comunistas precisa de uma liderança forte, dinâmica e influente, ou para ser mais preciso, esse tipo de centro ideológico-político — o Comitê central com os seus órgãos executivos — que, com a sua acção organizada e oportuna, com as suas posições e decisões políticas, assegurará a unidade de liderança e a unidade de acção de toda a Liga dos Comunistas, orientará as suas atividades para a resolução das questões vitais do desenvolvimento da autogestão socialista da comunidade iugoslava".  O estatuto adoptado no congresso referiu-se ao Comitê central como "o órgão máximo da Liga dos Comunistas da Iugoslávia entre dois congressos".  As regras relativas à filiação foram esclarecidas em 20 de março de 1978, na 6ª Sessão do Comitê Central do 10º Congresso, que decidiu instituir uma fórmula fixa de representação de filiais. Cada república seria representada por 20 membros no Comitê Central da LCI, dos quais 19 eram eleitos e um membro, o presidente da presidência do ramo republicano em questão, serviria ex officio. As filiais do partido nas províncias autônomas e no exército eram representadas por 15 membros, dos quais 14 eram eleitos e um servia ex officio . Combinados, isso totalizaria 165 membros. Além disso, o presidente do Comitê Central da LCI também serviu como ex officio, elevando o número de membros para 166.  A partir de então, os partidos republicanos foram igualmente representados no Comitê Central da LCI. Dane Ćuić, o Presidente da Presidência do Comitê da Organização da Liga dos Comunistas no Exército Popular iugoslavo (EPI), explicou o sistema da seguinte forma: "As Ligas dos Comunistas das repúblicas e províncias estão igualmente representadas no Comitê Central da LCI e na sua Presidência, e com base nisso é impossível haver uma votação superior e a imposição das opiniões de qualquer pessoa". 
Três meses após o 11º Congresso, realizado de 20 a 23 de junho de 1978, a presidência convocou e adotou em 19 de outubro de 1978 o "Regimento de Procedimento sobre a Organização e Método de Trabalho da Presidência " para instituir e proteger a liderança coletiva. Estabeleceu um novo cargo, o de Presidente da Presidência do Comitê Central da LCI, em que o titular do cargo estava limitado a um mandato de um ano.  Mais tarde, na 2ª Sessão do Comitê Central do 11º Congresso, em 19 de dezembro de 1978, a presidência adotou o "Regulamento de Procedimento sobre a Organização e Método de Trabalho do Comitê Central " para instituir e proteger a liderança coletiva. O regulamento interno foi adotado por unanimidade e declarou que o Comitê Central da LCI era o órgão máximo de tomada de decisões da LCI entre os dois congressos. Suas responsabilidades quanto à concretização das decisões do Congresso e posições políticas foram esclarecidas. Também deixou claro que todos os membros do Comitê Central da LCI eram responsáveis pelo trabalho e pelas decisões do Comitê central e não por qualquer outro órgão, excepto o congresso do partido.  A intenção destas reformas era fortalecer o partido e prepará-lo para os anos pós-Tito. 
Tito morreu de causas naturais em 4 de maio de 1980. A 11ª Sessão do 11º Comitê Central foi convocada em 12 de junho de 1980 e, por sugestão do croata bósnio Branko Mikulić, decidiu que a Presidência e o Comitê Central da LCI "deveriam trabalhar de acordo com as suas funções e com a autorização prevista no Regimento Permanente dos Estatutos do Partido relativamente ao seu trabalho e com base nas decisões a serem tomadas no plenário de hoje [12 de junho de 1980]".  A décima primeira sessão decidiu não eleger uma pessoa para servir como presidente do Comitê Central da LCI e, em vez disso, transformou o cargo de presidente da Presidência do Comitê Central da LCI no cargo de presidente da Presidência do Comitê Central da LCI. Foi decidido que o Comitê Central da LCI manteria seu papel como o órgão máximo entre dois congressos, mas optou por não transformá-lo em uma presidência coletiva do partido. Em vez disso, um Presidium de Trabalho de cinco membros do Comitê Central da LCI, que seria eleito em cada convocação de uma sessão do Comitê Central da LCI, funcionaria como a presidência coletiva do partido. Foi decidido que o presidente e o secretário da Presidência da LCI seriam nomeados por uma comissão especial da Presidência da LCI, enquanto os outros membros da presidência seriam nomeados e eleitos por uma comissão especial do Comitê Central da LCI. 

### Uma crise de unidade: 1980–1991
Desde a morte de Tito, as sessões do Comitê central foram caracterizadas por lutas internas, mas isso nunca foi tornado público (apesar de certos rumores).  Entretanto, a partir da 14ª Sessão do Comitê Central do 12º Congresso, realizada em 16 de outubro de 1984, quando o membro sérvio Dragoslav Marković propôs uma série de reformas políticas que substituiriam o consenso pela tomada de decisões por maioria, as lutas internas foram trazidas à tona. No final da sessão, criticou Andrej Marinc, membro ex officio e presidente da Presidência do Comitê Central Esloveno, por rejeitar as reformas por serem "inconstitucionais".  Marinc argumentou que as reformas delineadas por Marković poderiam fortalecer o governo federal e o partido central às custas das repúblicas e províncias autônomas e, portanto, não eram sensatas. O colega do Comitê Central Esloveno, France Popit, argumentou, em nome de Marinc, que a Iugoslávia enfrentava "uma crise económica e não política".  Por outro lado, Hamdija Pozderac, um membro bósnio da Presidência da LCI, salientou o facto de a descentralização ter imobilizado o governo federal e o partido central.  Na 18ª Sessão do 12º Comitê Central, realizada em 19 de Julho de 1985, o membro da presidência da LCI da Macedónia, Dimče Belovski, observou no seu relatório, que foi tornado público, que "O Comitê Central teve de ultrapassar várias contradições causadas pelo desejo de alcançar a unidade da Liga dos Comunistas da Iugoslávia, por um lado, e a independência prática da república e das Ligas Provinciais dos Comunistas, por outro".  Afirmou que a LCI tinha espaço para críticas intransigentes à sua actividade, mas que não precisava de líderes que não pudessem, por qualquer razão, participar na formulação e implementação de políticas. Belovski concluiu o seu relatório afirmando: "Temos de abandonar a prática pela qual membros individuais do Comitê Central, bem como outros funcionários políticos, fazem declarações que vão contra as resoluções adoptadas ou as opiniões expressas pela liderança; é isto que tem confundido os membros do partido." 
A 19ª Sessão do Comitê Central do 12º Congresso, realizada em 30 de julho de 1985, adotou uma resolução que, na prática, substituiu os artigos 73 a 79 do estatuto da LCI. A resolução declarou: "O Comitê Central da LCI tornar-se-á mais eficiente através da implementação consistente e responsável das suas próprias funções e através do trabalho global de todas as organizações e agências da Liga dos Comunistas da Iugoslávia, acima de tudo o trabalho dos Comitês republicanos e provinciais".  A resolução declarou que o Comitê Central da LCI iria, a partir de então, discutir e reagir prontamente aos acontecimentos políticos e reconciliar posições políticas divergentes. Em nome do comitê central republicano, dos comitês provinciais das províncias autônomas, do Comitê LCI no Exército Popular Iugoslavo e de todas as organizações partidárias, o Comitê Central LCI iniciaria e dirigiria todas as atividades ideológicas e políticas. Uma grande ênfase foi colocada no fato de que o Comitê Central da LCI tinha o direito de orientar as políticas de movimento internacional dos trabalhadores do partido e de iniciar a cooperação com movimentos e partidos estrangeiros. A Presidência da LCI era obrigada a implementar as políticas do Comitê Central para que essas metas fossem alcançadas. A resolução também alterou, informalmente, a seção do estatuto da LCI sobre centralismo democrático. Esta alteração enfatizou a “responsabilidade igual” dos ramos na formulação e implementação das políticas unificadas da LCI.  Os comitês provinciais republicanos e autônomos passaram a relatar regularmente, a partir da décima nona sessão, sobre a implementação das resoluções do Comitê Central da LCI. A resolução enfatizou que "Todas as tentativas de negar o princípio do centralismo democrático devem ser energicamente resistidas, independentemente de estar em questão a uniformidade centralista e burocrática ou as ideias liberais que levam à federalização [da LCI]; elas constituem objetivamente um ataque à LCI como uma organização revolucionária unida."  A resolução deu ao Comitê Central da LCI o direito de expulsar do partido pessoas que agissem contra a política do partido. 
No 13º Congresso, realizado de 25 a 28 de junho de 1986, a LCI admitiu que existia uma "crise de unidade" e que "desafiava os próprios fundamentos da revolução comunista".  O estatuto do partido foi alterado para fortalecer os poderes do Comitê Central da LCI e sua presidência. O Comitê Central eleito no 13.º Congresso era composto por 127 recém-chegados e 38 indivíduos reeleitos.  Apesar dessas mudanças, a falta de unidade permaneceu. Numa tentativa de resolver esta crise, a 11ª Sessão do 13º Comitê Central, realizada em 7 e 8 de Dezembro de 1987, decidiu convocar a Conferência da LCI, que foi anunciada como uma "reunião de emergência" pela imprensa oficial.  A Secção Sérvia exigiu a convocação de um congresso extraordinário se a 1ª Conferência não conseguisse resolver os problemas graves que a LCI enfrentava.  Apesar de terem adoptado políticas claras e de os poderes republicanos as terem consentido na conferência, estas não foram implementadas pelos poderes republicanos.  Perante este fracasso, foram feitos novos apelos à convocação de um congresso extraordinário. 
A 19ª Conferência Provincial da filial de Voivodina, realizada de 19 a 21 de janeiro de 1989, adotou uma resolução que exigia um voto de confiança em Stipe Šuvar (ao qual ele sobreviveu), presidente da Presidência do Comitê Central da LCI, e a convocação de um congresso extraordinário. Embora controverso, o estatuto da LCI estabelecia que se uma filial da LCI convocasse um congresso extraordinário, o Comitê Central da LCI teria de convocá-lo.  A 20ª Sessão do 13º Comitê Central, realizada em 19 de abril de 1989, aprovou formalmente a realização de um congresso extraordinário: apenas vinte e quatro membros do comitê central votaram contra a proposta. Dos que votaram contra, vinte eram da secção eslovena, três da secção croata e um membro da secção bósnia.  O estudioso Dejan Jović interpretou esta medida da filial da Voivodina como parte de um plano iniciado por Slobodan Milošević, o presidente da Presidência do Comitê Central Sérvio, "para assumir o [LCI] e, posteriormente, o estado".  O objetivo de Milošević, de acordo com Jović, era introduzir um sistema de um membro, um voto no congresso e pôr fim ao sistema de controle republicano descentralizado do LCI. No entanto, isto foi recebido pela secção eslovena, liderada por Milan Kučan, como uma ameaça ao princípio da afirmação e autonomia nacional.  No entanto, a 20ª Sessão interrompeu alguns dos planos de Milošević. De acordo com o estatuto do partido, o iniciador de um congresso extraordinário tinha o direito de redigir os principais documentos e a pauta do congresso, o que, neste caso, significaria dar ao chefe da seção pró-Milošević da Voivodina a responsabilidade de organizar o congresso. A vigésima sessão optou, em vez disso, por adoptar os procedimentos ordinários do congresso, o que fez do Comitê Central da LCI o principal organizador do congresso. 
A Presidência do Comitê Central Esloveno reagiu em 20 de junho convocando uma sessão de seu Comitê Central para discutir se deveria convocar um congresso extraordinário próprio caso a filial eslovena fosse derrotada no próximo congresso extraordinário da LCI. O congresso extraordinário esloveno deveria "decidir ou pelo cancelamento unilateral do cumprimento do centralismo democrático ou pela completa independência organizacional da Liga dos Comunistas da Eslovénia".  Anteriormente, em 16 de Junho, a Assembleia Nacional da Eslovénia tinha adoptado uma declaração que deixava claro o direito "inalienável" da Eslovénia à secessão da Iugoslávia.  O 14º Congresso se reuniu em 20 de janeiro e produziu uma série de políticas. Em 22 de janeiro, adotou a abolição do monopólio de poder político da LCI e a criação de uma sociedade pluralista. A definição de pluralismo foi, no entanto, controversa e o macedônio Milan Pančevski, presidente da Presidência da LCI, argumentou: "A LCI considera inaceitável a tese segundo a qual a essência e a forma do pluralismo político são reduzidas a um sistema multipartidário clássico apenas" e que o pluralismo tinha que "ser baseado na orientação socialista e na estrutura federal".  Ciril Ribičič, presidente da Presidência do Comitê Central Esloveno, rebateu o argumento de Pančevski: "[esta é] a última chance para os comunistas iugoslavos marcarem um divisor de águas no caminho para o pluralismo multipartidário".  O congresso votou esmagadoramente contra a proposta eslovena de transformar a LCI em um partido confederal e sua concepção de pluralismo. Após perder várias votações, a delegação eslovena deixou o congresso em 22 de janeiro, o que foi seguido pela saída da delegação croata. A delegação sérvia liderada por Milošević queria continuar o congresso, mas foi decidido em 23 de janeiro encerrá-lo e retomá-lo em uma data posterior. 
Pouco depois do congresso, em 4 de Fevereiro, uma conferência da Liga dos Comunistas da Eslovénia adoptou uma resolução que afirmava que, "para a LC eslovena, o 14.º congresso extraordinário da LCI terminou, e a LCI, na forma que tinha até ao congresso, deixou de existir" e que a secção eslovena passaria a agir como "uma organização política independente com os seus próprios membros, programa e estatuto".  O partido comunista esloveno mudou seu nome para "Liga dos Comunistas da Eslovênia - Partido da Renovação Democrática" e introduziu a democracia liberal na República Socialista da Eslovênia.  Os ramos croata e macedónio reflectiram as alterações eslovenas e acrescentaram “Partido da Mudança Democrática” aos seus nomes, ao mesmo tempo que defendiam a transformação do LCI num partido confederal.  Quando a Presidência da LCI tentou convocar o Comitê Central da LCI em 30 de março para sua 31ª Sessão, não conseguiu reunir quórum, que foi definido como cada filial enviando um número mínimo de representantes para a sessão. Apesar disso, a maioria dos membros do Comitê Central da LCI compareceu à sessão, com o exército, as filiais da Bósnia-Herzegovina, Kosovo, Montenegro, Sérvia e Voivodina enviando representantes, e com alguns representantes da Croácia e da Macedônia aparecendo, apesar do posicionamento de suas filiais. No entanto, durante a sessão, os representantes da Bósnia-Herzegovina organizaram uma greve.  A 32ª Sessão do Comitê Central do 13º Congresso, realizada em 23 de maio, convocou formalmente a reconvocação do 14º Congresso em 26 de maio. Também decidiu eleger o presidente em exercício da Presidência da LCI, Miomir Grbović, de Montenegro, como coordenador do congresso. O 14º Congresso concluiu com a eleição de uma liderança provisória, o Comitê para a Preparação do Congresso de Renovação Democrática e Programática do Comitê Central da LCI, liderado pelo montenegrino Miroslav Ivanović e encarregado de convocar o 15º Congresso da LCI.  Entretanto, no 12º Congresso Extraordinário da filial sérvia, em 16 e 17 de julho, a liderança sérvia adotou uma resolução que declarou que a LCI "não existe mais" e parou de apoiar o trabalho do comitê. Com todos os ramos eventualmente se opondo ao seu trabalho, o comitê — o último órgão federal da LCI — dissolveu-se em 22 de janeiro de 1991 e transferiu todos os seus fundos e propriedades para a Liga dos Comunistas – Movimento pela Iugoslávia. 

## Autoridade e poderes

### Status
O Comitê Central da LCI era o mais alto órgão decisório do Partido quando o Congresso da LCI foi encerrado. Era responsável perante o congresso do partido. Os membros individuais do comitê central eram responsáveis por seu trabalho tanto perante o Comitê Central da LCI quanto perante o Congresso da LCI. Embora respondesse ao congresso, era supervisionado pela Comissão de Questões Estatutárias (CQE) e pela Comissão de Supervisão (CS). O Comitê Central do LCI teve que avaliar questões e sugestões formuladas pelo CQE e pelo SC. Os representantes do CQE e do CS tinham o direito de participar em quaisquer sessões do Comitê Central da LCI, especificamente, nas sessões que discutissem tópicos que um ou ambos os órgãos fossem encarregados de supervisionar.  O Comitê Central da LCI era regulado pelo "Estatuto da Liga dos Comunistas da Iugoslávia" e, tal como estipulado pelo artigo 78.º do estatuto da LCI, pelo "Regulamento Interno sobre a Organização e Método de Trabalho do Comitê Central da Liga dos Comunistas da Iugoslávia".  
Como parte de seu mandato, o Comitê Central da LCI supervisionou o trabalho da LCI como um todo e garantiu que as diretrizes e atribuições adotadas pelo Congresso da LCI fossem cumpridas. Desde que respeitasse os limites estabelecidos pelo Congresso da LCI, o Comitê Central da LCI tinha o direito de desenvolver uma plataforma política, bem como adotar pontos de vista políticos sobre questões significativas, como o desenvolvimento do sistema político e das relações internacionais, conforme definido pelas tarefas ideológicas e políticas de longo prazo adotadas pelo congresso do partido para as áreas pelas quais era responsável. Quando surgiam questões vitais, o Comitê Central da LCI as revisava e definia os objetivos políticos da LCI. Também avaliou e analisou as atividades da LCI, definindo as responsabilidades de suas organizações e órgãos no ativismo ideológico-político e no desenvolvimento de quadros. Além disso, o Comitê Central da LCI examinou e avaliou as ações tomadas pela LCI na implementação das políticas promulgadas pelo congresso do partido, bem como o progresso feito nas relações democráticas e o avanço do trabalho e das responsabilidades coletivas. Ele dirigiu as atividades da organização e dos órgãos da LCI que lidavam com questões como defesa nacional total e autoproteção social, de acordo com as políticas promulgadas pelo congresso. Foi encarregado de formular avaliações e respostas rápidas a eventos políticos. Ela coordenou pontos de vista e opiniões políticas e iniciou e dirigiu as atividades político-ideológicas dos comitês central, regional e provincial, do Comitê para a Organização da LCI dentro do Exército Popular Iugoslavo (EPI), bem como de todos os membros da LCI. Além disso, avaliou e dirigiu a implementação das políticas da LCI nos movimentos internacionais de trabalhadores e cooperou com partidos e atividades estrangeiras cuja realização era da responsabilidade da Presidência da LCI.  Também tinha o direito de eleger, entre seus próprios membros, delegações e a Presidência da Conferência Federal da Aliança Socialista dos Trabalhadores da Iugoslávia (SSRNJ). Além disso, foi-lhe atribuída a responsabilidade de enviar delegações ou representantes permanentes do Comitê Central da LCI para outros fóruns, órgãos ou organizações sociopolíticas dentro ou fora da SSRNJ, de acordo com os procedimentos delineados nas constituições estaduais ou no estatuto da respectiva organização. 

### Processo de tomada de decisão
O presidente da Presidência da LCI convocou o Comitê Central da LCI por sua iniciativa ou por proposta da Presidência da LCI, do comitê central de uma república socialista, do comitê provincial de uma província autônoma, do Comitê de Organização da LCI dentro da EPI ou por membros do Comitê Central da LCI. A Comissão de Questões Estatutárias, a Comissão de Supervisão e as comissões do Comitê Central da LCI também tinham o direito de convocar sessões do Comitê Central da LCI. O presidente da Presidência da LCI abriu as sessões do Comitê Central da LCI. Os trabalhos da sessão foram dirigidos pela presidência em exercício, composta pelo presidente da presidência, pelo secretário da presidência e por três membros do Comitê Central da LCI. 
O Comitê Central da LCI tinha o direito de criar comissões e outros órgãos de trabalho para examinar problemas específicos, elaborar propostas ou executar determinadas tarefas. 
Em conformidade com as disposições do estatuto do partido, os candidatos à filiação ao Comitê Central da LCI foram indicados por conferências comunais e outras conferências correspondentes, aplicando um procedimento democrático baseado em critérios uniformes. Os nomeados para a filiação no Comitê Central da LCI foram decididos pelo congresso das filiais da LC das repúblicas socialistas, pelas conferências provinciais e pela Conferência da Organização da LCI dentro da EPI, de acordo com as suas respectivas jurisdições.  O número de membros em um determinado mandato eleitoral do Comitê Central da LCI foi determinado por uma decisão do Comitê Central da LCI do mandato anterior. Ou seja, o 11º Comitê Central da LCI decidiu quantos membros o 12º Comitê Central da LCI teria. Cada filial republicana da LC tinha um número igual de representantes no Comitê Central da LCI, cada filial da LC de uma província autônoma tinha um número igual de representantes, e a Organização da LCI com a EPI também tinha um número fixo de representantes. Os presidentes dos ramos republicanos, dos ramos autônomos e da Organização da LCI dentro da EPI eram membros ex officio do Comitê Central da LCI. As alterações na composição do Comitê Central da LCI devido a alterações nos presidentes ex officio foram ratificadas pela primeira sessão convocada do Comitê Central da LCI após o facto. 

### Congresso e conferência
Embora o Estatuto da LCI estipulasse que o congresso do partido deveria ser convocado a cada quatro anos, o Comitê Central da LCI foi encarregado de convocá-lo. A decisão de convocar o congresso teve que ser adotada pelo Comitê Central da LCI pelo menos três meses antes de sua abertura. O Comitê Central da LCI também decidiu sobre os critérios para ser eleito como delegado ao congresso da LCI em questão. Os membros do Comitê Central da LCI eram delegados ex officio no congresso em questão, mas não podiam votar em relatórios e dissoluções de órgãos dos quais eram membros. Por exemplo, a 21ª Sessão do Comitê Central da LCI decidiu convocar o 12º Congresso da LCI em junho de 1982. Também adotou um regulamento eleitoral que descrevia como os delegados deveriam ser nomeados e eleitos. Mais tarde, em 9 de abril de 1982, na 26ª Sessão do Comitê Central da LCI, adoptou a agenda do congresso e a data exacta para a convocação (26-29 de junho).  Também tinha o direito de convocar congressos extraordinários da LCI, por iniciativa própria ou a pedido de um congresso de uma filial republicana da LC ou a pedido de uma conferência de uma filial autônoma da LC. Semelhantemente ao congresso ordinário, o Comitê Central da LCI foi encarregado de aprovar a convocação do congresso pelo menos três meses antes de sua abertura, após consulta aos comitês central e de nível inferior. O Comitê Central da LCI também foi autorizado a rejeitar sugestões de convocação de um congresso extraordinário, como fez em 1987-88. Em vez de convocar um congresso extraordinário, a LCI optou por convocar a 1ª Conferência da LCI de 29 a 31 de maio de 1988. 
O Comitê Central da LCI convocou a conferência entre dois congressos quando considerou necessário obter informações de membros de organizações básicas sobre questões políticas específicas. O Comitê Central da LCI tinha o direito exclusivo de convocar a conferência. A Presidência da LCI, um comitê central republicano e o comitê provincial de uma província autônoma tinham o direito de propor a convocação de uma conferência do partido ao Comitê Central da LCI, que poderia aceitar ou rejeitar. Os membros do Comitê Central da LCI eram, por direito de posse, delegados de uma Conferência da LCI. Em relação à 1ª Conferência da LCI de 1988, os apelos para a sua convocação vieram de organizações locais e republicanas.  Após essas propostas, a 11ª Sessão do Comitê Central do 13º Congresso da LCI, realizada em 7 e 8 de dezembro de 1987, decidiu convocar o congresso, mas nenhuma data foi fixada, mas foi convocado preliminarmente para o final de março. Foi a 13ª Sessão do Comitê Central da LCI, que se reuniu em 28 de Fevereiro de 1988, que agendou a conferência para Maio. 

### Órgão político-executivo
O órgão político-executivo do Comitê Central da LCI era a presidência, oficialmente a "Presidência do Comitê Central da Liga dos Comunistas da Iugoslávia".  Para ser elegível para a presidência da LCI, era preciso ser membro do Comitê Central da LCI. Mudanças na composição da presidência foram determinadas por meio de eleições realizadas dentro dos poderes republicano e autônomo provincial e dentro do Comitê de Organização da LCI dentro do EPI. Durante um mandato eleitoral, o Comitê Central da LCI não podia adoptar alterações composicionais que ultrapassassem mais de um terço do total de membros da presidência.  A presidência era chefiada pelo "Presidente da Presidência do Comitê Central da LCI" em colaboração com o "Secretário da Presidência do Comitê Central da LCI". 